# Kanton Besse-sur-Issole
Der Kanton Besse-sur-Issole war bis 2015 ein französischer Wahlkreis im Arrondissement Brignoles, im Département Var und in der Region Provence-Alpes-Côte d’Azur; sein Hauptort war Besse-sur-Issole. Vertreter im Generalrat des Départements war zuletzt von 2007 bis 2015 Paul Denis (UMP).
Der Kanton lag im Mittel auf 229 Meter Höhe. Der tiefste und der höchste Punkt (98 Meter und 766 Meter) lagen beide in Gonfaron.

## Gemeinden
Der Kanton bestand aus fünf Gemeinden:
| Gemeinde            | Einwohner Jahr | Fläche km² | Bevölkerungsdichte | Code INSEE | Postleitzahl |
| ------------------- | -------------- | ---------- | ------------------ | ---------- | ------------ |
| Besse-sur-Issole    | 3.048 (2013)   | 37,19      | 82 Einw./km²       | 83018      | 83890        |
| Cabasse             | 1.929 (2013)   | 45,49      | 42 Einw./km²       | 83026      | 83340        |
| Flassans-sur-Issole | 3.327 (2013)   | 43,68      | 76 Einw./km²       | 83057      | 83340        |
| Gonfaron            | 4.273 (2013)   | 40,42      | 106 Einw./km²      | 83067      | 83590        |
| Pignans             | 3.689 (2013)   | 34,87      | 106 Einw./km²      | 83092      | 83790        |